# دامپ (آلمان)
دامپ (به آلمانی: Damp) یک شهر در آلمان است که در رندسبورگ-اکرنفورده واقع شده‌است. دامپ ۱٬۵۹۵ نفر جمعیت دارد.